# Ulrich Sulzer

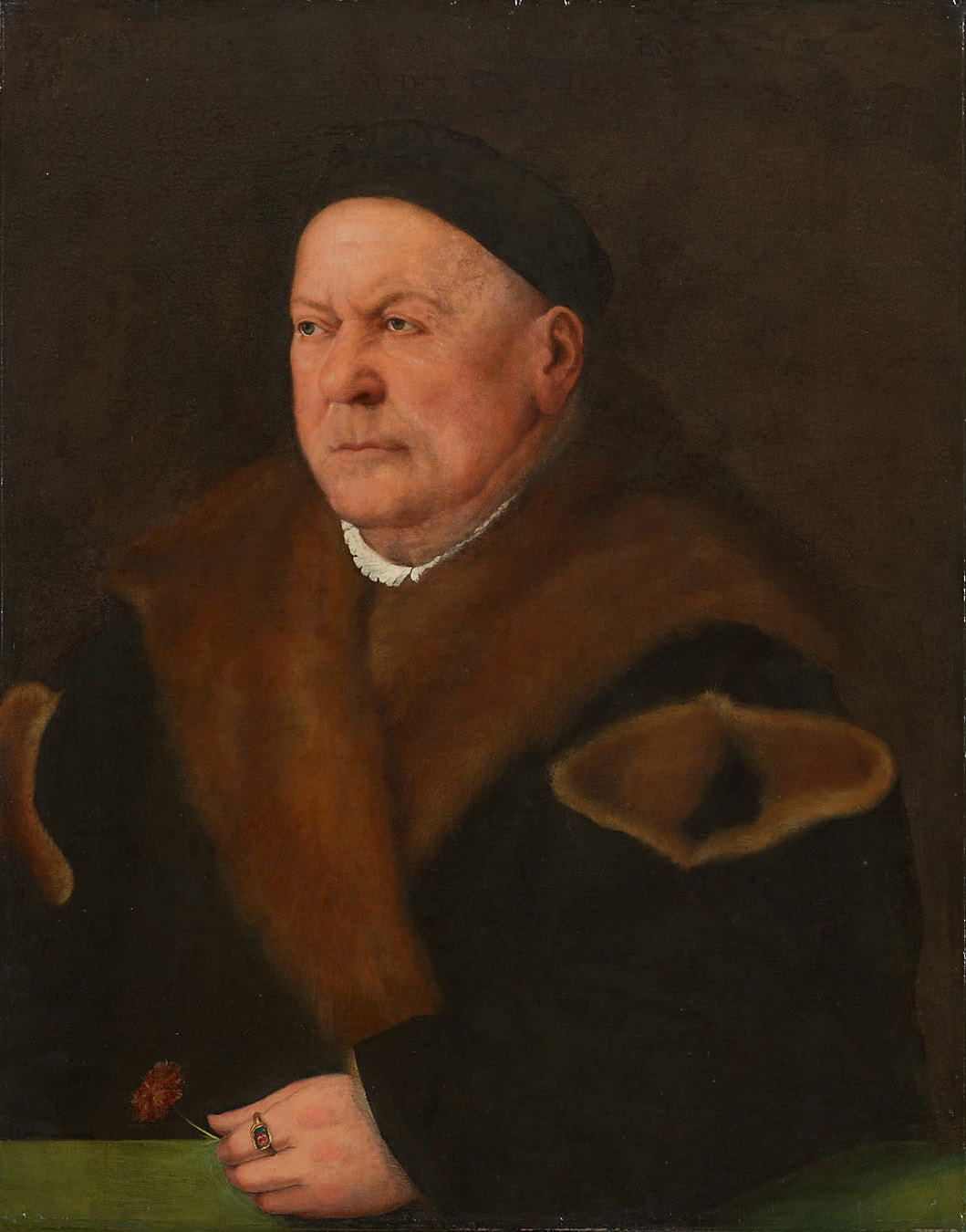
Ulrich Sulzer

Ulrich (III.) Sulzer (* 3. Juli 1463 in Augsburg; † Juli 1545 ebenda) war ein deutscher Kaufmann, Stadtgerichtsassessor und Ratsherr der 1538 in das Augsburger Patriziat erhoben wurde.

## Leben
Er stammte aus der einflussreichen Kaufmannsfamilie Sulzer. Seine Eltern waren Hartmann Sulzer († 1465) und Apollonia geb. Pfister. Ulrich Sulzer unternahm in jungen Jahren eine ausgedehnte Reise durch Europa und Teile Asiens, darunter zu Fuß eine Pilgerreise nach Santiago de Compostela und an der Seite des Kurfürsten Friedrich III. von Sachsen eine Pilgerreise nach Jerusalem zur Grabeskirche, wo man ihm zum Ritter schlug. 

Nachdem er in seine Heimatstadt zurückgekehrt war, wurde er 1510 Stadtgerichtassessor sowie Mitglied der Kaufleutestube und des Rates. Von seiner Frau Anna Walther erhielt er die Güter Hainhofen und Ottmarshausen. Nachdem die Reichstadt 1534 die Reformation angenommen hatte, waren auch die Sulzer zum Luthertum übergetreten. 1538 erhob der große Rat Ulrich Sulzer und seine Söhne Georg und Christoph in den erblichen Patrizierstand. Aus diesem Anlass schuf Christoph Amberger sein Porträt, welches sich heute in der Gemäldegalerie des Kunsthistorisches Museum in Wien befindet. Die Inschrift lautet: VLRICH. SULCZER. APINZA ... LXXV. IAR MDXXXVIII. Ulrich Sulzer starb 1545 im Alter von 82 Jahren. Die Linie ist mit seinem Enkel Conrad Sulzer († 1601) erloschen.

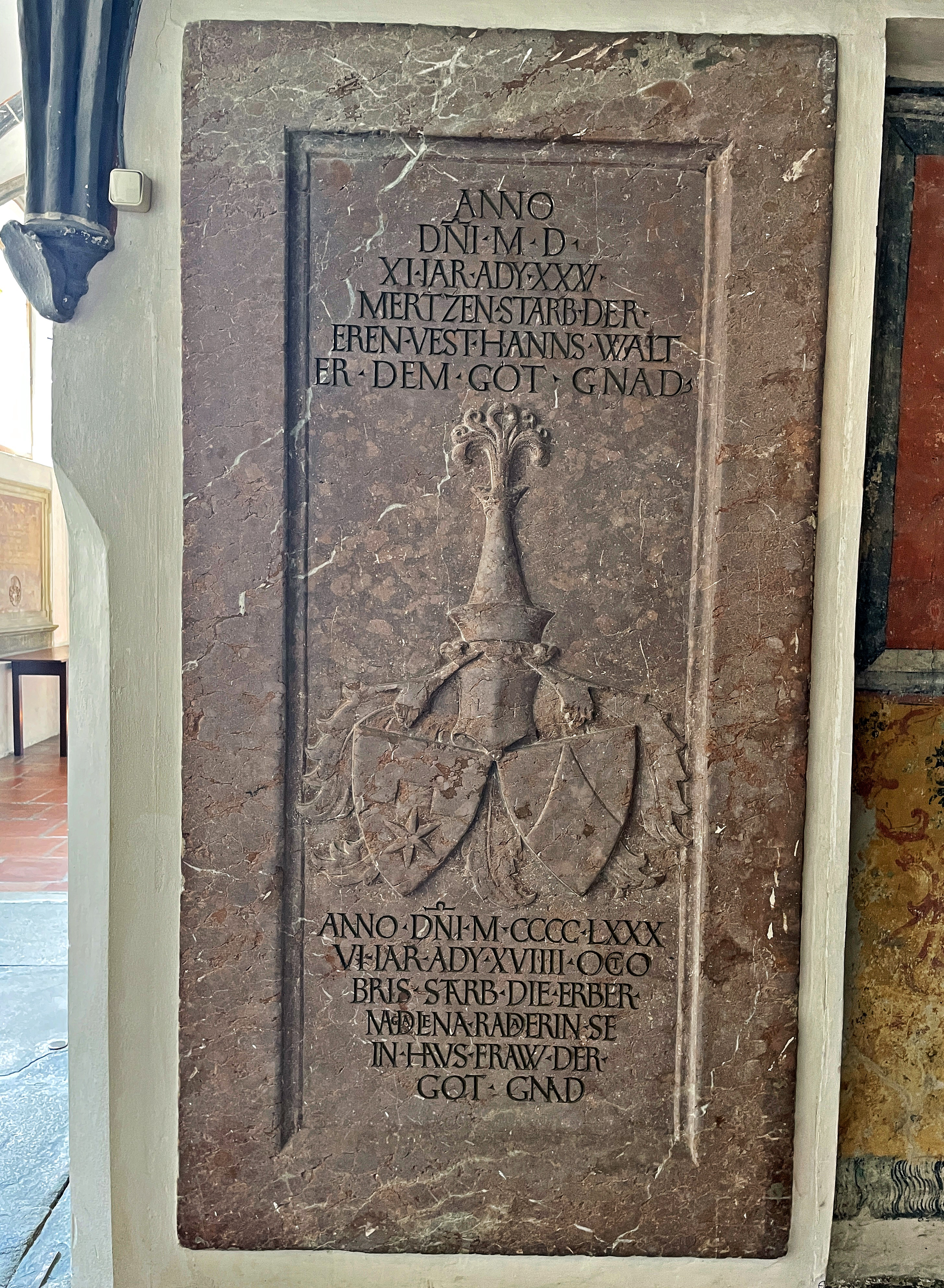
Grabplatte der Schwiegereltern von Ulrich Sulzer in der Kirche St. Anna

## Familie
Ulrich Sulzer heiratete am 24. März 1494 in Augsburg Anna Walter († 1530), eine Tochter von Hans Walter (1447–1511) und Magdalena Langenmantel von Radau, welche von ihrem Vater die Güter Hainhofen und Ottmarshausen erbte. Seine Kinder waren:
1. Georg (* 22. Juli 1495; † 30. September 1588), ⚭ 7. November 1531 Anna Bimmel
2. Helena (* 22. Mai 1497), seit 1514 Nonne des Benediktinerinnenklosters Geisenfeld
3. Walther (* 7. November 1500; † 1. November 1545 in Salzburg), Hauptmann
4. Sibylla (* 17. Februar 1503; † 1540), ⚭ 30. Mai 1521 Matthäus Ehem
5. Hans (* 8. September 1504; † 1507)
6. Christoph (* 11. September 1506; † vor 1508)
7. Christoph (* 12. Juli 1508; † 1549 in Bari), ⚭ 27. Juli 1537 Juliana Herwarth
8. Hans (* 11. Juli 1511)
9. Hartmann (* 4. März 1515; † 1515)